# Republiken Brescia
Republiken Brescia var en temporär fransk klientstat på den Italienska halvön. Den var etablerad den 18 mars 1797 av resterna av Republiken Venedig under den franska ockupationen av Brescia och Bergamo. Republiken blev en del av den Cisalpinska republiken den 20 november 1797.